# Kūzhdeh
Kūzhdeh (persiska: Lākūzhdeh, کوژده) är en ort i Iran.   Den ligger i provinsen Gilan, i den norra delen av landet, 230 km nordväst om huvudstaden Teheran. Antalet invånare är 533.
Terrängen runt Kūzhdeh är mycket platt. Runt Kūzhdeh är det tätbefolkat, med 427 invånare per kvadratkilometer. Närmaste större samhälle är Khoshk-e Bījār, 16,6 km väster om Kūzhdeh. Trakten runt Kūzhdeh består till största delen av jordbruksmark.